# Brunhós
Brunhós ist eine Ortschaft und eine ehemalige Gemeinde in Mittel-Portugal.

## Geschichte
Erstmals offiziell erwähnt wurde der Ort Anfang des 13. Jahrhunderts. Er gehörte danach abwechselnd zu Montemor-o-Velho und den damaligen Kreisen Abrunheira und Verride, bevor er mit der Verwaltungsreform von 1853 endgültig zum Kreis Soure kam.

## Kultur, Sport und Sehenswürdigkeiten
Das Centro Cultural e Recreativo do Povo de Brunhós (dt.: Kultur- und Freizeitzentrum der Bevölkerung von Brunhós) mit seinen Aktivitäten als Sportverein, Kulturverein und sozialer Einrichtung, ist ein bedeutender Faktor in der ehemaligen Gemeinde.
Die Gemeindeverwaltung unterhält einen offenen Multifunktions-Sportplatz.
Neben der Kapelle Capela de N.ª Sr.ª do Amparo (dt.: Kapelle Unserer Lieben Frau der Unterstützung, auch Capela de São Jorge, dt.: Kapelle des heiligen Georg) aus dem Jahr 1631, ist vor allem die Kirche Igreja Matriz de Brunhós (dt.: Hauptkirche von Brunhós, auch Igreja N.ª Sr.ª da Conceição, dt.: Kirche Unserer Lieben Frau der Empfängnis) das bedeutendste historische Bauwerk am Ort. Aus dem 16. Jahrhundert stammend, wurde sie im 18. Jahrhundert umfassend umgestaltet. Sehenswert ist die gotische Skulptur des S. Sebastião. Die Kirche steht unter Denkmalschutz.

## Verwaltung
Brunhós ist eine ehemalige Gemeinde (Freguesia) im Kreis (Concelho) von Soure, im Distrikt Coimbra. Am 30. Juni 2011 hatte die Gemeinde Brunhós 179 Einwohner auf einem Gebiet von 2,7 km². Sie bestand nur aus dem Ort Brunhós.
Im Zuge der kommunalen Neuordnung Portugals nach den Kommunalwahlen am 29. September 2013 wurde die Gemeinde Brunhós mit der Gemeinde Gesteira zur neuen Gemeinde União das Freguesias de Gesteira e Brunhós zusammengeschlossen. Sitz der neuen Gemeinde wurde Gesteira, die Gemeindeverwaltung in Brunhós blieb jedoch als Bürgerbüro bestehen.

## Wirtschaft
Die Landwirtschaft, oft nur noch im Nebenerwerb betrieben, ist weiterhin ein bedeutender Wirtschaftsfaktor. Eine Kläranlage (ETAR), verschiedene soziale Einrichtungen, und die Gemeindeverwaltung sind im Ort angesiedelt.

## Galerie

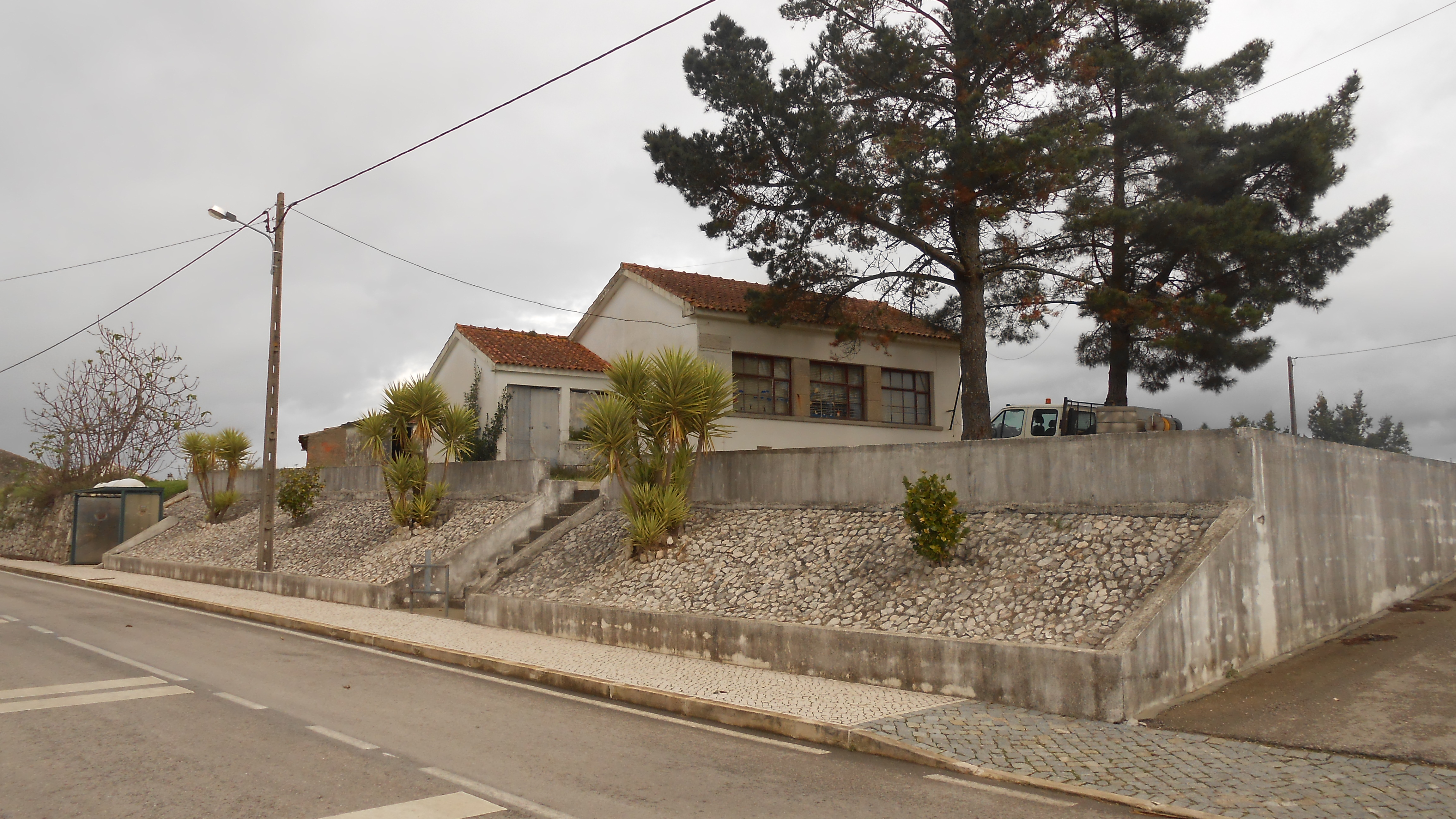
Die frühere Grundschule von Brunhós (heute Lager der Gemeindeverwaltung)
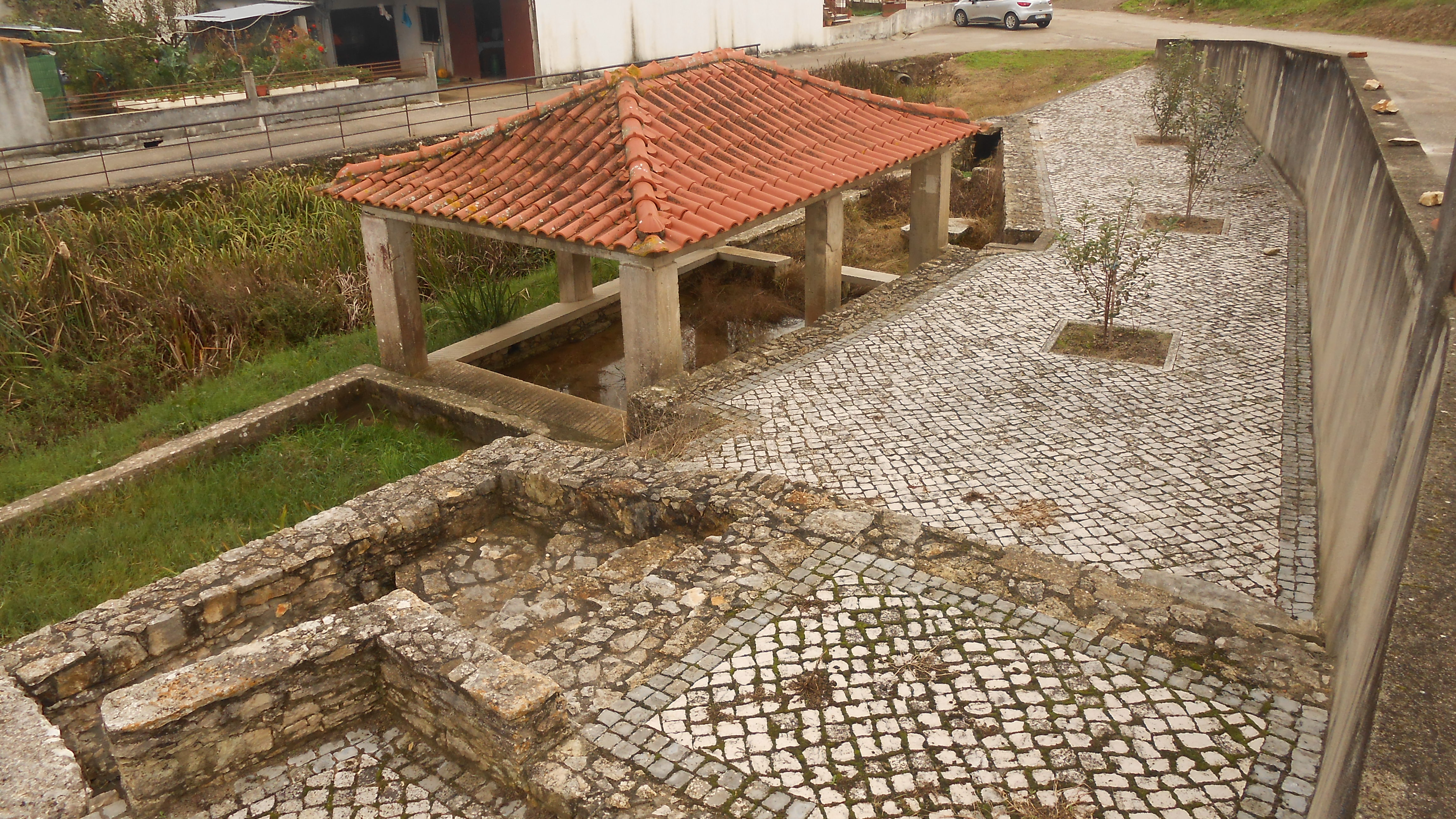
Das frühere Waschhaus von Brunhós
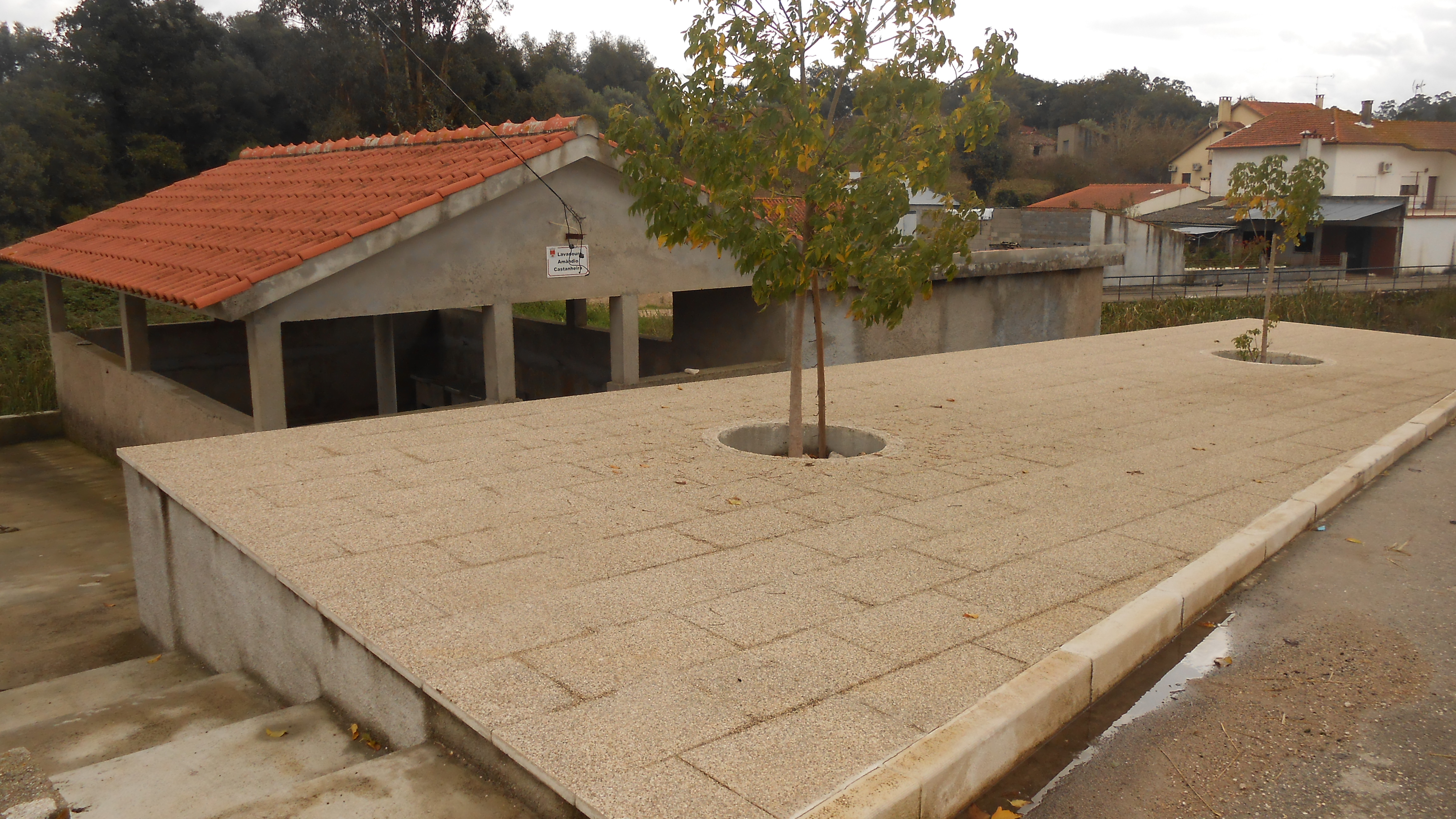
Das neuere Waschhaus von Brunhós, direkt neben dem alten Waschhaus gelegen